# Kleppestø
Kleppestø er kommunecenter og administrationsby for øen Askøy og Askøy kommune. Her er bus-station og havn for hurtigbåden som trafikerer bådruten Askøy–Bergen parallelt med bussen. Her er blandt andet rådhus, indkøbscenteret Kleppestø Senter og to bensinstationer.
Indtil Askøybroen blev åbnet i december 1992 gik færgerne fra Kleppestø til Sukkerhusbryggen i Bergen centrum. Overfartstiden var 18 minutter, og operatør var Rutelaget Askøy-Bergen AS.
De sidste 20 år har det været mange planer for en fornyelse af Kleppestø som Askøys kommunecenter. Blandt andet har der været planer om at bygge hotel på den gamle færgekaj. Maltvikhaugen – populært kaldt Ølhaugen – blev bortsprængt i 1996 for at gøre byen mere åben, og indkøbscentrene Kleppestø Torg og Eureka blev sammenbygget til Kleppestø Senter. Derudover har der været relativt beskeden udvikling af området, måske også på grund af det kuperede terræn.
Redningsselskapet eller Norsk Selskab til Skibbrudnes Redning (NSSR), har haft en af sine hovedstationer på Kleppestø. til Florvåg, Bakarvågen.